# Ensete lasiocarpum
Ensete lasiocarpum är en enhjärtbladig växtart som först beskrevs av Adrien René Franchet, och fick sitt nu gällande namn av Ernest Entwistle Cheesman. Ensete lasiocarpum ingår i släktet ensetebanansläktet, och familjen bananväxter. Inga underarter finns listade i Catalogue of Life.
Arten ses numera som en del av familjen Musella  med artnamnet Musella lasiocarpa.

## Bildgalleri

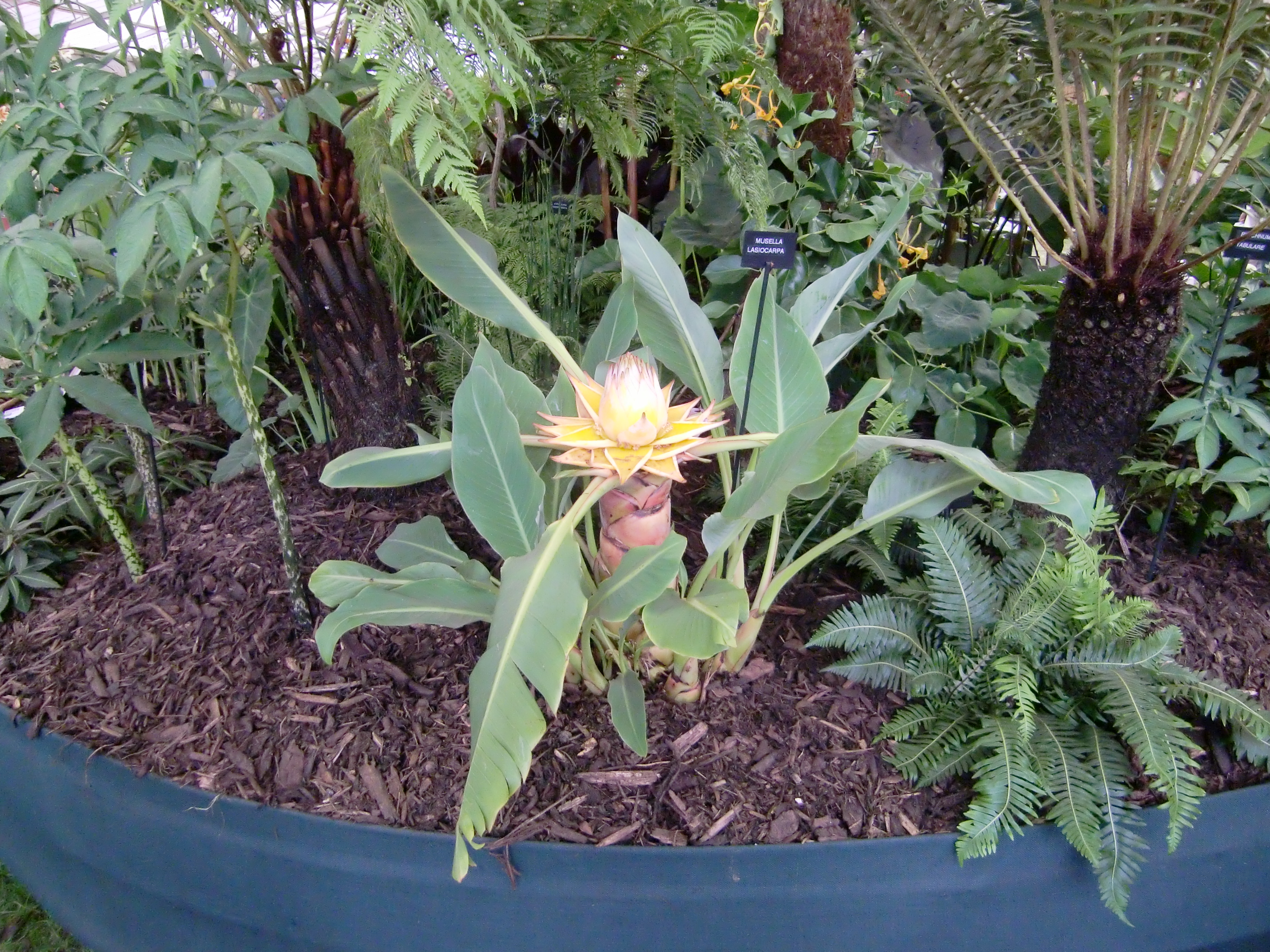